# Onciale 0158
- Papyrus
- Onciale
- Minuscules
- Lectionnaire

Le Codex 0158, portant le numéro de référence 0158 (Gregory-Aland), est un manuscrit du Nouveau Testament sur parchemin écrit en écriture grecque onciale.

## Description
Le codex se compose d'une folio. Il est écrit en deux colonnes, de 25 lignes par colonne. Les dimensions du manuscrit sont 30 x 22 cm. Les paléographes datent ce manuscrit du Ve siècle ou VIe siècle,. 
C'est un manuscrit contenant le texte incomplet de l'Épître aux Galates (1,1-13). 
Kurt Aland le texte du codex ne l'a pas placé dans aucune Catégorie. 
Lieu de conservation
Il fut conservé à la Qubbat al-Khazna à Damas en Syrie. Place actuelle du logement est inconnue.